# トランスジェンダー・フラッグ
トランスジェンダー・フラッグ（英語: Transgender Flag）は、トランスジェンダーのプライド、多様性、トランスジェンダーの人権のシンボルとなっているプライド・フラッグのひとつ。

## フラッグの概要
世界中の幅広いLGBTコミュニティはレインボー・フラッグを使用してきたが、世界中のさまざまなトランスジェンダーの個人、組織、コミュニティは、単一のデザインだけを使用してきたわけではない。もっとも一般的な旗は、ブルー、ピンク、白を使用したものであるが、他にも数種類の旗が使用され、認められてきた。現在でも、これらの旗に代わる旗が提案されている。さまざまな旗は、トランスジェンダーのプライド、多様性、人権、追悼などを表すために、個人、組織、コミュニティ、そして支援者たちによって使用されている。

## トランスジェンダー・プライド・フラッグ（Monica Helms）

トランスジェンダー・プライド・フラッグ

もっとも有名なデザインにトランスジェンダー・プライド・フラッグがある。アメリカのトランス女性であるMonica Helmsによって1999年にデザインされ、アメリカのアリゾナ州フェニックスで2000年に行われたプライド・パレードで初めて使用された。
この旗のデザインは、トランスジェンダーコミュニティを表しており、2本の水色、2本のピンク、そして中央の1本の白という5本の水平ストライプで構成されている。 
Helmsは、トランスジェンダー・プライド・フラグに込められた意味を次のように説明している。 
イギリスでは、トランスジェンダー追悼の日にブライトン・アンド・ホヴ議会がこの旗を掲げている。ロンドン交通局も、2016年のトランスジェンダー認知週間に向けて、ロンドン地下鉄の55 Broadway本社で旗を掲げた。 
トランスジェンダー追悼の日を記念して、2012年11月19日と20日に初めて、サンフランシスコのカストロ地区 （普段はラインボーフラッグが掲揚されている）の大きな公共の旗竿で掲揚された。この旗揚げ式では、地元のドラッグクイーンであるLa Monistatが主催者を務めた。 
2014年8月19日、Monica Helmsはトランスジェンダー・プライド・フラグのオリジナルをスミソニアン国立アメリカ歴史博物館に寄付した。 
フィラデルフィアは、2015年にアメリカでトランスジェンダー・プライド・フラッグを掲げた最初の郡政府となった。フィラデルフィアの第14回Annual Trans Health Conferenceに敬意を表してフィラデルフィア市庁舎で掲げられ、会議期間中に渡って、アメリカとフィラデルフィア市の旗の隣に掲げられた。その後Michael Nutter市長は、トランスコミュニティがフィラデルフィアで受け入れられたことを祝う演説を行った。 
2019年1月、 バージニア州議会議員のは、トランスジェンダーコミュニティへの支持を示すために、 ワシントンD.C.のオフィスの外でトランスジェンダープライドフラグを掲げた。2019年3月、多数の民主党員および独立議員がトランスジェンダー認知週間中の国際トランスジェンダー認知の日に向けて、オフィスの外にトランスジェンダー・フラッグを掲揚した。 

### トランスジェンダー・プライド・フラグのバリエーション
Monica Helmsのオリジナルのトランスジェンダープライドフラグのデザインに加えて、さまざまなコミュニティがトランスジェンダーのアイデンティティの各側面を反映した記号や要素を追加することで、独自のバリエーションの旗を作成している。たとえば、アメリカ合衆国の国旗をカントンに追加した旗は、アメリカ人のトランスジェンダーのアイデンティティを表す。 

#### ブラック・トランス・フラグ
「ブラックトランスフラグ（英語: Black Trans Flag）」と呼ばれる別の種類のトランスジェンダー・プライド・フラッグは、トランスアクティビストで作家のRaquel Willisがデザインしたもので、元の白いストライプの代わりに、中央に黒いストライプがある。Willisは、より大きなトランスジェンダー運動とは対照的に、黒人のトランスコミュニティが直面する差別、暴力、殺人などのより高いレベルを表すシンボルとして作成し、最初に彼女のFacebookアカウントに投稿した。この旗は、第1回のBlack Trans Liberation Tuesdayの一環として、アメリカの黒人のトランスジェンダーの活動家によって2015年8月25日に初めて使用された。Black Trans Liberation Tuesdayは、Black Lives Matter運動と同時開催され、年間を通じて殺害された黒人トランスジェンダー女性のために開催されたイベントである。この旗は、ノンバイナリの人々の象徴部分の白いストライプを取り除いたという点で軽い批判を受けた。

## その他のトランスジェンダー・フラグのデザイン
長年にわたり、いくつかのトランスジェンダーフラグがさまざまなトランスジェンダーの個人、組織、コミュニティで採用されてきた。このような代替のフラグがいくつも提案されてきた。 

イスラエルのトランスジェンダーおよびジェンダークィアの旗

### イスラエルのトランスジェンダーおよびジェンダークィアの旗
3番目のデザインは、イスラエルでトランスジェンダーとジェンダークィアコミュニティによって使用されている。このフラグは、ネオングリーンの背景（公共の場所で目立つようにするため）と、中心に位置する黒で描かれた金星、火星、火星記号（⚧）がトランスジェンダーの人々を表している。 

### トランス・フラッグ（Michelle Lindsay）
オンタリオ州では、オタワのグラフィックデザイナーのMichelle Lindsayがデザインした「Trans Flag」として知られる旗が使用されている。これは、女性を表すサンセットマゼンタの上部と、男性を表すオーシャンブルーの下部の2つのストライプに、金星と火星の記号と、トランスジェンダーの人たちを表すストローク記号の付いた火星のシンボル（⚧）を重ねたシンボルを加えたデザインである。 
トランス・フラッグは、オタワの2010年トランスジェンダー追悼の日（Ottawa's 2010 edition of the Trans Day of Remembrance）に、トオタワ地域のトランスコミュニティによって最初に使用された。このイベントには、オタワ警察サービスがこの旗を発表し掲揚する式典が含まれてた。この式典は、2011年のオタワとガティノー合同でのトランスジェンダー追悼の日のイベントでも再度行われ、このときは、オタワ救急隊、オタワ市庁舎、ガティノー市庁舎の3箇所でもトランス・フラッグが掲揚された。トランスジェンダー追悼の日の一環として、公式のオタワ・ガティノー地域でトランス旗を掲揚するグループのリストは毎年増加している。トランス・フラグは、Peterborough Pride Paradeの一部でも使用されている。 

### トランスジェンダー・プライド・フラグ（Johnathan Andrew）

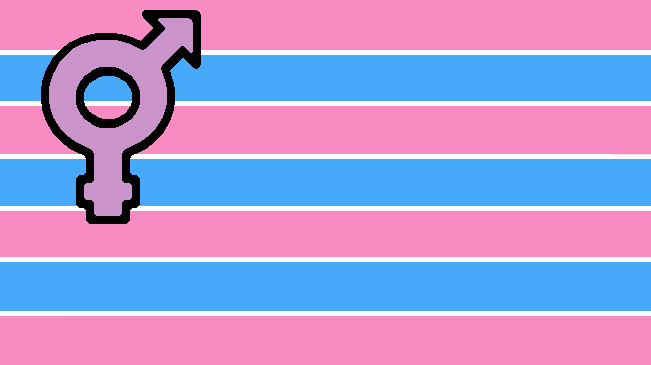
このトランスジェンダー・プライド・フラグは、1999年にトランス男性のためのウェブサイト「Adventures in Boyland」（1999-2004）を運営していたJohnathan Andrew（"Captain John"）によってデザインされた。

1999年、「Adventures in Boyland」というFtMのトランスのためのウェブサイトを運営し、「Captain John」というハンドルネームで知られているサンフランシスコのトランス男性のJohnathan Andrewは、トランスジェンダーコミュニティ内で自分のアイデンティティがトランスだとする人たちのための旗をデザインして公開した。このトランスジェンダー・プライド・フラッグは、ピンクとブルーが交互に並ぶ7本のストライプからなり、左上の部分に金星と火星を組み合わせたラベンダー色のシンボル（⚥）を配置している。他のページ上のAndrewの色の象徴性のデザインに関する説明は、Monica Helmsの有名な旗のデザイン非常に類似している。Andrewは、トランスジェンダー・プライド・フラッグに関して、ウェブサイト上で次のように説明していた。
現在オークランドに住んでいるAndrewは、最近、デザインについて次のようにコメントした。「私がこの旗をデザインしたのは、当時、標準的なレインボー・フラッグ、ベアー・プライド・フラッグ、レザー・プライド・フラッグ以外には何もなかったからです。Googleが現在のような姿で存在する以前でしたが、私はトランスジェンダー・プライド・フラッグが見つかるのを期待してインターネットをくまなく探しました、結局見つかりませんでした。そこで、アーティスト/デザイナーとして、コミュニティのために自分でデザインすることにしました。フラグ自体は、（トランス）コミュニティ全体を表すことを目的としていて、私は自分のサイトでデザインを「初めてのトランス・プライド・フラグ」として公開し、いくつかのトランスサイトが取り上げてくれました。当時、私たちはみな、プライド・ウェブリングを通して相互リンクしている固く結ばれたサイトのコミュニティでした。そうしたかったのですが、旗を生産するための資金はありませんでした。」

### Trans Kaleidoscope
2014年、「Trans Kaleidoscope（トランス万華鏡）」として知られる新しいトランスジェンダー・フラッグがToronto Trans Alliance（TTA）で作られた。2020年11月20日、トランスジェンダー追悼の日のセレモニーで、トロント市庁舎で掲揚された。このセレモニーでMonica HelmsとMichelle Lindsayのトランスジェンダー・プライド・フラッグではなくこの旗が選ばれたのは、TTAのメンバーの投票によるものである。Trans Kaleidoscopeは、TTAのウェブサイトでは次のように説明されている。
「段階的な色は、スペクトル全体の幅広いジェンダー・アイデンティティの範囲を表現しており、それぞれの色は以下を表しています。 
- ピンク：女性または女性らしい人たち（women/femaleness）
- 紫：自分のジェンダー・アイデンティティが男性と女性の組み合わせだと感じる人たち
- 緑：自分のジェンダー・アイデンティティが男性でも女性でもないと感じる人たち
- 青：男性または男性らしい人たち（men/maleness）

黄色の円は、インターセックスの人たちを表しています。 
黒い境界線を持つ新しい白い記号は、トランスのシンボルを男性と女性のシンボルで拡張したもので、組み合わされたシンボルは、男性と女性を組み合わせたジェンダー・アイデンティティを持つ人を表し、（矢印もバーもない）平らなポールは、男性でも女性でもないジェンダー・アイデンティティを表しており、すべての人を認めて包含すること表現しています。」 